# ROCS Chi Yang (FF-932)
ROCS Chi Yang (FF-932) là một tàu chiến lớp Knox thuộc biên chế của Hải quân Trung Hoa Dân Quốc.
Tàu nguyên là USS Robert E. Peary (FF-1073) bắt đầu hoạt động từ năm 1972 đến năm 1992. Năm 1992, tàu đã được loại bỏ và được chuyển giao cho Trung Hoa Dân Quốc mượn. Con tàu đã được đổi tên Chi Yang (tiếng Trung: 濟陽) và phục vụ trong Hải quân Đài Loan cho đến năm 2015.

## Đóng tàu
Tàu tuần dương hạm Hoa Kỳ thứ ba được đặt cho Robert Peary đã được bắt đầu đóng vào ngày 20 tháng 12 năm 1970 bởi Công ty Đóng tàu và Xây dựng Lockheed tại Seattle, Washington; hạ thủy vào ngày 26 tháng 6 năm 1971; được đỡ đầu bởi Hoa hậu Josephine Peary và được nhập biên chế vào ngày 23 tháng 9 năm 1972.

## Phục vụ Hải quân Trung Hoa Dân Quốc
Robert E. Peary đã được ngừng hoạt động vào ngày 7 tháng 8 năm 1992 và chuyển giao cho Trung Hoa Dân Quốc. Đội hộ tống tàu khu trục đã được Hải quân Đài Loan đổi tên thành "Chi Yang" và phục vụ với số nhận dạng FF-932. Tàu được nhập biên chế vào Hải quân Đài Loan vào ngày 6 tháng 10 năm 1993. Vào ngày 11 tháng 11 năm 1995, con tàu đã chính thức bị loại khỏi danh sách tàu hải quân Hoa Kỳ. Tàu tiếp tục phục vụ cho tới năm 2015 vào ngày 1 tháng 5, Chi Yang và tàu cùng lớp là Hai Ying đã được ngừng hoạt động tại cảng Cao Hùng. Hai con tàu sẽ được ăn cắp một phần để giữ được sáu chiếc còn lại thuộc tàu lớp "Knox" của Hải quân Đài Loan đang hoạt động.